# Кубок РСФСР по хоккею с шайбой
Кубок РСФСР по хоккею с шайбой – турнир хоккейных команд России и, в ряде сезонов, других союзных республик. Проводился с 1951 по 1991 годы. В розыгрышах, в разные годы, участвовали команды чемпионата РСФСР, представителей городов, областей и автономных республик, команды класса «Б» и второй группы (лиги) класса «А» чемпионата СССР.

## История
Одновременно с Кубком СССР стали разыгрываться кубки союзных республик, в том числе и РСФСР. Победители (либо несколько лучших команд) республиканских соревнований получали право сыграть во всесоюзном турнире.

Как и старший турнир, соревнования не получили популярности – практически в каждом было большое количество неявок на матчи, а сами розыгрыши дважды прерывались и возобновлялись.

### 50-е годы
Первые семь розыгрышей прошли с участием как команд чемпионата РСФСР, так и представителей городов, областей и автономных республик. В 1955 году также приняли участие несколько команд класса «Б» чемпионата СССР.

Шесть турниров прошли по одной схеме – начиная с 1/16 финала команды играли по одному матчу (в 1953 году были также предварительные игры). В 1955 году участники были разделены на 8 зон, где по кубковой системе шла борьба за право сыграть в 1/4 финала. Играли на поле одного из соперников, лишь в нескольких розыгрышах полуфиналы и финал проходили в одном городе, иногда нейтральном для всех участников. 
Трижды (в 1952, 53, 54 годах) победитель кубка смог в том же сезоне выиграть и чемпионат РСФСР, заканчивавшийся чуть позже. Ещё два раза (в 1951 и 55 годах) чемпионом становился финалист, при этом победитель кубка в чемпионате не участвовал.

### 60-70-е годы
Следующий розыгрыш прошёл только через 13 лет. Участниками турнира с этого сезона стали российские команды второй группы (лиги) класса «А» чемпионата СССР (до этого игравшие в союзном Кубке), которые теперь разыгрывали звание чемпиона РСФСР. В первом после возрождения кубке приняли участие также российские команды класса «Б».

Все турниры проходили по стандартной схеме – команды начиная с 1/16 (в 1970 году с 1/32) играли по одному матчу на поле одного из соперников (за исключением нескольких финалов).
В 1971 году в последний раз был оформлен «дубль» – СКА Калинин уже в ранге чемпиона смог выиграть и кубок. 
В эти годы, к постоянным неявкам команды добавилась ещё и организационная проблема – ни одни турнир не удалось завершить в срок. Полуфиналы и финалы постоянно доигрывались в следующем сезоне, или даже в следующем календарном году. А розыгрыш 1975 года так и не был завершён.

### 80-90-е годы
После очередного перерыва было решено возобновить розыгрыш кубка в 1986 году. К участию по-прежнему допускались команды второй лиги, на этот раз и других республик.

Схемы проведения всех турниров отличались друг от друга. На первом турнире в качестве отбора были использованы турниры на призы Госкомспорта РСФСР, затем команды играли по два матча на каждом этапе. В следующем участвовали уже все команды лиги, играя на разных этапах по одному или по два матча. Этот розыгрыш растянулся на два полных сезона. В 1990 году сыграла только часть команд лиги, на первом этапе они играли по четыре матча, затем по два. На последний турнир заявились только четыре команды, после однокругового турнира сыгравшие один финальный матч.

## Финалы
| Год  | Победитель               | Счёт       | Финалист                         | Стадион                                                      | Посещаемость             |
| ---- | ------------------------ | ---------- | -------------------------------- | ------------------------------------------------------------ | ------------------------ |
| 1951 | «Торпедо» Горький        | 5:4        | «Химик» Электросталь             | ст. «Торпедо», Горький                                       | «тысячи зрителей»        |
| 1952 | «Химик» Электросталь     | 2:1        | ДО Новосибирск                   | ст. ДК им. К.Маркса, Электросталь                            | более 5000               |
| 1953 | «Динамо» Новосибирск     | 8:1        | «Динамо» Воронеж                 | ст. «Торпедо», Горький                                       |                          |
| 1954 | «Химик» Воскресенск      | 2:1        | ДО Свердловск                    | площадка сада им. Горького, Молотов                          |                          |
| 1955 | «Химик» Воскресенск (2)  | 4:3        | «Крылья Советов» Новосибирск     | ст. «Химик», Воскресенск                                     | «сотни трудящихся»       |
| 1956 | «Торпедо-2» Горький      | 5:4        | «Крылья Советов» Новосибирск (2) | ст. «Динамо», Омск                                           |                          |
| 1957 | «Динамо» Горький         | 4:3        | «Крылья Советов» Новосибирск (3) | ст. Дома офицеров, Чкалов                                    | «многочисленные зрители» |
| 1970 | «Спутник» Нижний Тагил   | 3:3        | «Динамо» Ленинград               | ДС «Прогресс», Глазов                                        |                          |
| 1971 | СКА МВО Калинин          | 7:2        | «Каучук» Омск                    | ст. «Металлург», Новокузнецк                                 | 325                      |
| 1972 | «Ижсталь» Ижевск         | 7:3        | СКА Новосибирск (2)              | ЛДС «Ижсталь», Ижевск                                        |                          |
| 1973 | «Станкостроитель» Рязань | 4:1        | «Шахтёр» Прокопьевск             | ДС им. 50-летия ВЛКСМ, Первоуральск                          | 1000                     |
| 1974 | СКА Новосибирск          | 8:4        | «Кристалл» Электросталь (2)      | ДС «Кристалл», Электросталь                                  |                          |
| 1975 | Не доигран               | Не доигран | Не доигран                       | Не доигран                                                   | Не доигран               |
| 1987 | «Прогресс» Глазов        | 5:1 10:2   | «Машиностроитель» Новосибирск    | ДС «Сибирь», Новосибирск ДС «Прогресс», Глазов               |                          |
| 1988 | «Металлург» Череповец    | 2:3 3:2    | «Спутник» Нижний Тагил           | ДС ПО «Уралвагонзавод», Нижний Тагил УЗСЗ «Алмаз», Череповец | 2000 700                 |
| 1990 | «Трактор» Липецк         | 4:3 8:5    | «Рубин» Тюмень                   | ДС профсоюзов, Тюмень ДС «Звездный», Липецк                  | 1200                     |
| 1991 | «Трактор» Липецк (2)     | 9:4        | «Южный Урал» Орск                | ДС «Звездный», Липецк                                        |                          |